# Список загиблих у боях за російсько-український кордон
У статті наведено список втрат українських сил у за російсько-український кордон.

## Список загиблих
| Прізвище, ім'я, по батькові  | Звання          | Формування | Дата смерті   | Обставини смерті                                                                  |
| ---------------------------- | --------------- | ---------- | ------------- | --------------------------------------------------------------------------------- |
| Сирота Олександр Миколайович | старший солдат  | 28 ОМБр    | 18 липня 2014 | На блокпосту блокпосту під Таранами під час обстрілу зазнав смертельних поранень. |
| Пушняк Павло Анатолійович    | старший сержант | 72 ОМБр    | 6 серпня 2014 | Загинув при виході з оточення, під Дяковим.                                       |
| Волнухін Сергій Анатолійович | солдат          | 72 ОМБр    | 6 серпня 2014 | Загинув при виході з оточення, під Дмитрівкою (Шахтарський район).                |